# Minotauros lampros
Minotauros lampros is een vlindersoort uit de familie van de prachtvlinders (Riodinidae), onderfamilie Riodininae.
Minotauros lampros werd in 1868 beschreven door H. Bates.